# Wathena
Wathena är en ort i Doniphan County i Kansas. Vid 2010 års folkräkning hade Wathena 1 364 invånare.